# أحمد حسين (مغني)
أحمد حسين (12 مايو 1986 -) مغني وممثل كويتي.

## حياته
ولد في عائلة فنية حيث أنه ابن المطرب حسين جاسم، نشأ في بيئه فنيه رعت موهبته الغنائية منذ صغره وفي الوقت الذي كان إختار الدراسة الموسيقية الأكاديمية في معهد الموسيقى في الكويت؟حفظ أغاني والده مثل " حلفت عمري" و"يا شمعه الجلاس، أبناء خالته هما الممثلون محمود وعبد الله بوشهري.

## مشواره الفني
انطلاقته كانت في مطلع العام 2005 من خلال مشاركته في برنامج ستار أكاديمي 2 الموسم الثاني على شاشة المؤسسة اللبنانية للإرسال ال بي سي بإدارة رولا سعد، استطاع أن يثبت وجوده إلى المراحل النهائية حتى توصل للمركز الرابع بين كل من زملائه هشام من السعودية وأماني من تونس وزيزي من مصر غاب عن الساحة بعد إصداره عدة أعمال غنائية ليعود للتمثيل في مسلسل للحب كلمة عام 2014

### حياته الأسرية
تزوج في 18 يوليو 2010 من سيدة من خارج الوسط الفني

## الألبومات
| الألبوم      | العام | المنتج |
| ------------ | ----- | ------ |
| باقي على حبك | 2007  | روتانا |
| أحمد حسين    | 2010  | روتانا |

## فيديو كليبات
| الأغنية       | المخرج      | المنتج |
| ------------- | ----------- | ------ |
| لا حول ولاقوه | عادل سرحان  | روتانا |
| ما نسيتو      | أوليفر عجيل | روتانا |
| طاح الرطب     |             | روتانا |

## أغاني منفردة
- رحل جابر"
- «جابر الخير»
- «وابريت ايد بإيد»
- «بحريني»
- «ثلاث أيام»
- «أحبك»

## أعماله

### مسلسلات
| سنة الإنتاج | اسم المسلسل     | الشخصية |
| ----------- | --------------- | ------- |
| 2014        | للحب كلمة       |         |
| 2014        | يا من كنت حبيبي |         |
| 2015        | بقايا ألم       |         |
| 2016        | خمس بنات        |         |
| 2020        | مساحات خالية    | ناصر    |
| 2020        | 60 يوم          |         |

### مسرحيات
| سنة الإنتاج | المسرحية       | الشخصية |
| ----------- | -------------- | ------- |
| 2007        | شباب الجامعة   |         |
| 2010        | عصابة الوادي   |         |
| 2010        | عصابة عزوز     |         |
| 2013        | البنات والطنطل |         |
| 2018        | مموانا         |         |

### تقديم البرامج
| سنة الإنتاج | البرنامج  | عرض على      | بمفرده    |
| ----------- | --------- | ------------ | --------- |
| رمضان 2007  | إبن بطوطة | بمفرده       | ال بي سي  |
| 2013        | فن رن     | حصة اللوغاني | قناة فنون |

### الأوبريتات
| سنة الإنتاج | اسم الأوبريت | بمشاركة |
| ----------- | ------------ | ------- |
| 2006        | إيد بإيد     |         |

## المهرجانات التي شارك فيها
- مهرجان اليقظة الإنساني الأول: 2006  الكويت.
- مهرجان هلا فبراير:2007  الكويت

### في مجال الإعلانات
- قام بحملة إعلانية لشركة الاتصالات الكويتية MTC سابقا،«زين» حاليا.
- «بالكويتي أحلى» إعلان للبنك الكويتي (مخرج)